# Josef Dědič
Josef Dědič (23. června 1924 Praha – 19. června 1993 Praha) byl český krasobruslař, rozhodčí krasobruslení a sportovní funkcionář.

## Kariéra ve sportu
V roce 1938 se stal juniorským mistrem Československa, v letech 1941 až 1944 byl mistrem Protektorátu Čechy a Morava a v roce 1947 zvítězil na mistrovství Československa. Získal bronz na Světové zimní univerziádě 1947. Na mistrovství Evropy v krasobruslení v roce 1948 skončil devátý a následně opustil soutěžní sport.
Následně se stal krasobruslařským rozhodčím a získal si značné renomé i v mezinárodním měřítku. V roce 1957 vstoupil do technického výboru krasobruslení Mezinárodní bruslařské unie (ISU), v letech 1959 až 1967 byl jeho předsedou. V letech 1967 až 1984 byl členem rady ISU za sekci krasobruslení. V roce 1984 byl zvolen místopředsedou ISU a zůstal jím až do své smrti v roce 1993.
V letech 1990 až 1993 působil také jako předseda Českého krasobruslařského svazu. Významně se zasloužil o přidělení i o následný organizační úspěch velkých soutěží na československém území (celkem šest mistrovství Evropy nebo světa v letech 1958 až 1993) a měl důležité slovo také v organizaci tradičních závodů Pražská brusle.
Věnoval se také metodice krasobruslení a byl autorem několika zásadních knih, jeho publikace Krasobruslení z roku 1972 se stala oficiální příručkou ISU. Významně se podílel na propagaci krasobruslení také svým komentováním televizních přenosů, kde spolupracoval zejména s Karlem Mikyskou.

## Osobní život
Vystudoval Karlovu univerzitu v Praze a stal se středoškolským učitelem. Po celou svou pedagogickou dráhu vyučoval na gymnáziu ve Voděradské ulici v Praze 10.

## Ocenění
V roce 1998 byl posmrtně uveden do Světové krasobruslařské síně slávy.